# Оксіюк Ольга Петрівна
Оксіюк Ольга Петрівна (1 вересня 1930, Київ — 13 травня 2019) — український гідробіолог, альголог, доктор біологічних наук, професор, заслужений діяч науки України. Лауреат державної премії України в галузі науки і техніки.

## Біографія і наукова діяльність
О.П. Оксіюк народилась 1 вересня 1930 р. в м. Києві у сім’ї вчених-біологів. Після закінчення київської середньої школи № 13 у 1948 р. вступила на біологічний факультет Київського державного університету ім. Тараса Шевченка, який успішно закінчила у 1953 р. З 1953 по 1961 рр. О.П. Оксіюк працювала в Київському університеті спочатку на посаді асистента, а з 1959 р. – старшого викладача. У 1958 р. захистила дисертацію на здобуття вченого ступеня кандидата біологічних наук за темою «Флора диатомовых водорослей Волынской области и ее история» (науковий керівник – академік АН УРСР, професор Д.К. Зеров).
У 1961 р. Ольгу Петрівну було обрано за конкурсом на посаду старшого наукового співробітника відділу санітарної гідробіології Інституту гідробіології НАН України, з яким надалі було пов’язане все її творче наукове життя, з 1977 по 1990 рр. – завідуюча відділом санітарної гідробіології, з 1991 по 2006 рр. – головний науковий співробітник. У 1974 р. успішно захистила дисертацію на здобуття вченого ступеня доктора біологічних наук за темою «Фитопланктон и фитобентос каналов (формирование, распределение и пути регулирования)» (науковий консультант – академік АН УРСР, професор О.В. Топачевський).
В Інституті гідробіології НАН України Ольга Петрівна була на передових позиціях гідробіологічної науки, зарекомендувала себе ерудованим вченим широкого профілю. Їй належить заслуга в організації та розвитку важливого наукового напряму – дослідження гідробіології каналів, які були виконані вперше в країні. Під керівництвом Ольги Петрівни розроблено типізацію каналів, в основу якої покладено екологічні умови формування якості води, сформульовано принципи гідробіологічного прогнозування та виникнення біологічних перешкод, визначено основні шляхи управління їх екосистемами, напрацьовано конкретні рекомендації щодо проектування та режиму їх експлуатації. Ольга Петрівна успішно розвивала методологічні та методичні підходи до екологічної оцінки впливу гідротехнічних об’єктів на водні екосистеми. Брала активну участь у міжнародній співпраці в галузі санітарної гідробіології. Результати спільних з британськими гідробіологами симпозіумів висвітлено в низці наукових праць. У складі груп міжнародних експертів Ольга Петрівна працювала на водних об’єктах Фінляндії та р. Дунай у Словаччині (гідрокомплекс Габчиково).
У 1990-ті рр. наукова діяльність О.П. Оксіюк була спрямована, головним чином, на розвиток нового наукового напряму – інженерної гідробіології. Розробка екологічних основ управління прісноводними екосистемами в умовах антропогенного впливу слугувала науковим підґрунтям для прийняття важливих державних програм та господарських рішень щодо охорони та поліпшення якості води водних об’єктів України. Разом з фахівцями інституту їй вдалося довести недоцільність з екологічних позицій впровадження проекту перекиду стоку р. Дунай для обводнення посушливих регіонів півдня України (водогосподарський комплекс Дунай-Дніпро).
Ольга Петрівна також керувала науково-дослідними роботами з вивчення мікрофітобентосу водних об’єктів України (водосховища Дніпра, пониззя Дніпра, Південного Бугу, Дунаю), розвивала засади еколого-ценологічного підходу – нового перспективного напряму в гідроекології, розробляла методичні підходи використання альгоугруповань для оцінки екологічного стану згідно вимог Водної Рамкової Директиви ЄС. Принципи екологічних оцінок, розроблені за її участі, були покладені в основу Водної Рамкової Директиви – головного документу, що регулює водну політику в країнах ЄС.
Науково-дослідну роботу Ольга Петрівна успішно поєднувала з вихованням кадрів, її підтримку відчували фахівці різних напрямів досліджень. Вона створила наукову школу послідовників та однодумців (11 кандидатів та 3 доктори наук). Результати її наукової діяльності відображені у понад 200 наукових працях, у тому числі 8 монографіях. Всесвітньо відомими, що не втратили своєї актуальності і на сьогодні, є «Визначник прісноводних водоростей Української РСР. ХІ. Діатомові водорості» (Топачевський, Оксіюк, 1960), «Каналы СССР» (1968), «Водоросли каналов мира» (1973), «Гидробиология каналов СССР и биологические помехи в их эксплуатации» (1976), «Проблемы гидробиологии и альгологии» (1978), «Управление качеством воды в каналах» (Оксиюк, Стольберг, 1986), «Гидробиология каналов Украинской ССР» (1990), «Экологическая оценка воздействия гидротехнического строительства на водные объекты» (Романенко, Оксиюк, Жукинский, Стольберг, Лаврик, 1990) та ін.
Померла 13 травня 2019 р. у м. Київ, похована на Байковому кладовищі.

## Основні наукові праці
Ольга Петрівна є автором або співавтором понад 200 наукових праць, у тому числі 8 монографій.
Основні наукові праці:
- Визначник прісноводних водоростей Української РСР. Діатомові водорості – Bacillariophyta (Diatomeae).К.,1960Т. ХІ.
- Водоросли каналов мира. М.,1973
- Экологические проблемы межбасейновых перебросов стока. К.,1984
- Экологическая оценка воздействия гидротехнического строительства на водные объекты. К.,1990
- Гидробиология каналов Украинской ССР. К., 1990 (Соавт. Оксиюк О. П., Олейник Г. Н., Шевцова Л. В., Харченко Т. А. и др.).

## Відзнаки
Наукова діяльність Ольги Петрівни Оксіюк була відзначена академічними та державними нагородами — премія НАН України ім. М. Г. Холодного (1975 р.), Державна премія України в галузі науки і техніки (1995). Їй було присвоєно звання Заслужений діяч науки і техніки України (1991).